# Municipio de Chihuahua
El Municipio de Chihuahua es uno de los 67 municipios que integran el estado mexicano de Chihuahua, y cuya cabecera municipal es a la vez la capital del estado y su segunda ciudad más poblada.

## Geografía
El Municipio de Chihuahua se encuentra exactamente en el centro del estado, en el fin de la región denominada como la Meseta y el principio de la llamada sierra, limita al norte con el municipio de Ahumada, al noroeste con el municipio de Buenaventura, al oeste con el municipio de Namiquipa y con el de Riva Palacio, al suroeste con el municipio de Santa Isabel y con el municipio de Satevó, al sur con el municipio de Rosales y al este con el municipio de Aquiles Serdán y con el municipio de Aldama.

### Orografía
El municipio se encuentra en la región geográfica del estado de Chihuahua conocida como La Meseta, que a su vez forma parte de la región fisiográfica llamada Sierras y Llanuras del Norte. La principal característica de la Meseta es su terreno mayoritariamente plano y su clima seco, sin embargo en el territorio del municipio se encuentran varias serranías de importancia, particularmente en su zona oeste.
El municipio está constituido en su mayoría por un gran valle que se extiende a todo lo largo de su territorio de sur a norte, en el centro de este valle se encuentra asentada la ciudad de Chihuahua, sin embargo está rodeado por varias elevaciones, entre los cuales se encuentran los Cerros Grande y Coronel (emblemas de la ciudad) y la Sierra de Nombre de Dios. La zona oeste del municipio, paralelamente a sus límites con Santa Isabel, Riva Palacio, Namiquipa y Buenavamenta se encuentra un sistema de serranías de importancia y altitud, que recibe los nombres de Huerachi, Majalca, La Campana, El Nido, El Pajarito y Sierra Azul. Particularmente la Sierra Azul es la de mayor altitud en el municipio.

### Hidrografía
El territorio del municipio de Chihuahua pertenece a la vertiente occidental o del Golfo de México, representada en el estado por el Río Conchos, por lo que todas las principales corrientes del municipio son tributarias de este.
Los dos principales ríos son, el Río Chuvíscar, que nace en los límites del municipio con el de Riva Palacio, es represado en las Presas Chihuahua y Chuvíscar y atraviesa la capital del estado, Chihuahua, posteriormente se interna en el vecino municipio de Aldama, donde desagua en el Río Conchos; el segundo río es el Río Sacramento, que nace también en el territorio del municipio, en las serranías de Majalca y discurre inicialmente hacia el oeste y luego hacia el sur, hasta unirse al Río Chuvíscar en las orillas de la ciudad de Chihuahua.
El norte el municipio también incluye una pequeña cuenca cerrada, de las que abundan en la región norte del estado, ésta está formada por la Laguna de Encinillas, también conocida popularmente como Ojo Laguna, es una laguna estacional alimentada por pequeñas corrientes que bajan de las serranías que la rodean.
En el territorio del municipio se encuentran tres presas, la Presa Chihuahua, que embalsa el principal caudal del Río Chuvíscar, se encuentra a uno 10 km al oeste de la ciudad de Chihuahua, y las Presas Chuvíscar y El Rejón, estas dos última ya inmersas en el área urbana de Chihuahua, el principal motivación de su construcción es el suministro de agua potable a la población urbana, en la actualidad continúan en uso únicamente Chihuahua y el Rejón, pues la presa Chuvíscar, construida en 1908, dejó de ser operativa debido al azolve.

### Clima y ecosistemas

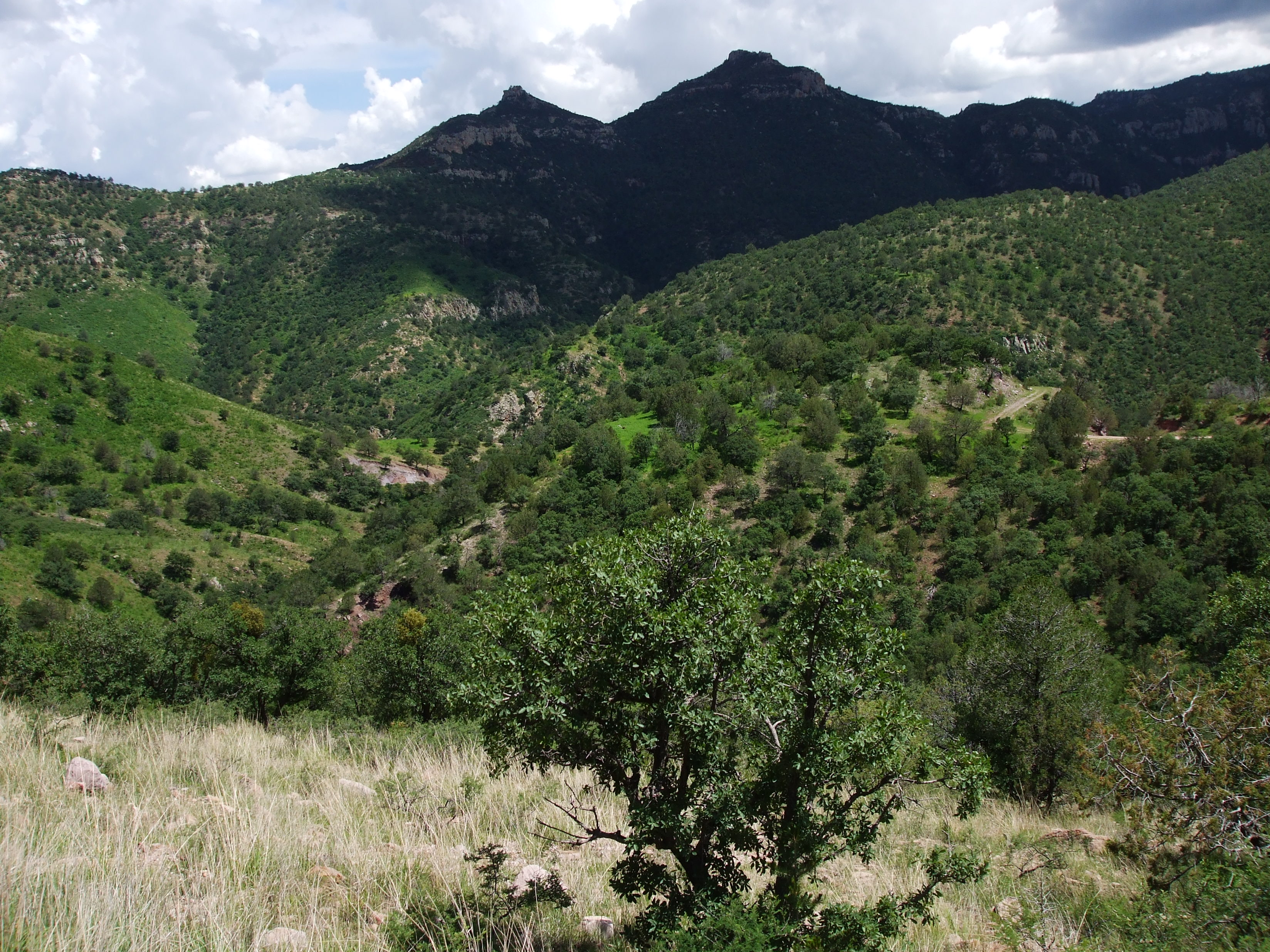
Sierra de Majalca

El clima del municipio es el típico de la Meseta, árido extremoso o de estepa, las temperaturas extremas que se registran van de 39.0 °C a los -7.4 °C, históricamente la temperatura más alta de que se tenga registro se produjo en 2008 con 41.5 °C y la más baja en 2011 con -20 °C. Son comunes los periodos de sequía, sin embargo el periodo de lluvias es principalmente de julio a septiembre, dándose ocasiones de importantes precipitaciones pluviales.
La flora representativa de la meseta son los pastizales, que son usados para la cría del ganado, además de algunas especies de agaves, yucas y cactáceas, leguminosas como el huizache, guamúchil, quiebre hacha, zacate, peyote, bonete, hojosas y chaparral espinoso. En las zonas altas de las serranías se desarrollan plantas coníferas de varios tipos, como pino, encino y madroño.
Entre las principales especies de fauna que habitan el municipio de Chihuahua están en la zona de valles paloma güilota y alas blancas, conejo y liebre, mientras que en las zonas montañosas son comunes el puma, gato montés y coyote. En varios se han reportado la presencia de osos en las Sierras de Majalca y Sierra Azul.

### Regiones protegidas
Dentro del territorio del municipio se encuentra el parque nacional Cumbres de Majalca, ubicada en la zona serrana del municipio, el parque nacional es conocido por sus bosques de coníferas, paisajes y particulares formaciones rocosas. El parque es un conocido destino turístico en donde es posible acampar y realizar excursiones, cuenta con los servicios básicos.

## Demografía
El Municipio de Chihuahua es el segundo más poblado del estado, según el Conteo de Población y Vivienda de 2020 realizado por el Instituto Nacional de Estadística y Geografía, la población total es de 937 674 habitantes, de ellos 457 240 son hombres y 480 434 son mujeres. De este estado un total de 925 762 viven en la ciudad de Chihuahua, cabecera municipal y capital del estado, lo que deja aproximadamente 12,000 habitantes en las restantes comunidades del municipio, que son en su mayoría pequeñas y de medio rural. La única localidad que supera los mil habitantes es El Sauz, que cuenta con 1 474, las restantes localidades son inferiores a mil habitantes.

### Localidades
En el censo de 2020 el municipio de Chihuahua contaba con 391 localidades.
| Código INEGI      | Localidad         | Población (2020) |
| ----------------- | ----------------- | ---------------- |
| 080190001         | Chihuahua         | 925 762          |
| 080190300         | El Sauz           | 1 474            |
| Otras localidades | Otras localidades | 10 438           |
| Total municipal   | Total municipal   | 937 674          |

El municipio de Chihuahua se divide en 5 Secciones municipales, que son las siguientes:  Ciénega de Ortíz, Colonia Soto, El Charco, Guadalupe y El Sauz

## Infraestructura

### Comunicaciones

#### Carreteras
Las principales carreteras que cruzan por el territorio del municipio de Chihuahua son:
- Carretera Federal 16
- Carretera Federal 24
- Carretera Federal 45

La red carretera del municipio tiene una longitud de 328.0 km de carreteras pavimentadas y 141.3 de revestidas; según su clasificación son 242.4 km de vías primarias, 81.4 de secundarias y 5.0 de caminos rurales en el caso de las pavimentas, y las revestidas están constituidas por 141.3 km de caminos únicamente rurales.
La principal carretera del municipio es la Carretera Federal 45 que lo recorre de norte a sur, en toda su extensión es una autopista de cuatro carriles que lleva por el norte a Ciudad Juárez y hacia el sur a Meoqui, Delicias y el resto del país. La carretera 45 cruza la ciudad de Chihuahua.
De este a oeste la principal vía de comunicación es la Carretera Federal 16 que tiene su origen en la fronteriza ciudad de Ojinaga y entra al municipio procedente del vecino municipio de Aldama, cruza la ciudad de Chihuahua y sale de ella hacia el oeste, comunicándola con las poblaciones de Santa Isabel y Cuauhtémoc. Es la principal vía de comunicación del centro del estado con la región de la sierra.
La tercera carrera federal que cruza el municipio es la Carretera Federal 24, conocida como vía corta a la ciudad de Parral, se encuentra situada en el suroeste del municipio, donde enlaza con la carretera 16, comunica a poblaciones como Ciénega de Ortiz, Guadalupe y Soto.
Las carretera estatales del municipio están constituidas por el ramal que desde la carretera 45 enlaza a la población de El Sauz, y la carretera que partiendo desde la misma 45 al norte del municipio se dirige hacia el oeste, a través de la región de la Sierra Azul, comunicando con el municipio de Namiquipa.

#### Ferrocarril
Dos vías de ferrocarril cruzan el municipio, de norte a sur cruza la línea Ciudad de México-Ciudad Juárez, operada por Ferromex, y de este a oeste el Ferrocarril Chihuahua al Pacífico procedente de Ojinaga y que culmina en Topolobampo, Sinaloa y que tiene gran importancia turística, en la actualidad este último es el único que ofrece servicio de pasajeros, mientras que el Ferrocarril Mexicano está dedicado únicamente al transporte de carga.

## Política
El gobierno del municipio le corresponde al Ayuntamiento, el cual está conformado por el presidente municipal, un síndico y un cabildo constituido por 20 regidores, 11 de mayoría y 10 de representación proporcional. El gobierno del ayuntamiento dura tres años y ya  puede ser reelegido para un periodo inmediato, la fecha de la toma de posesión es el 10 de octubre del año de la elección.

### División administrativa
El municipio de Chihuahua se divide en 5 Secciones municipales, que son las siguientes:
- Ciénega de Ortiz
- El Charco
- El Sauz
- Guadalupe
- Soto

### Representación legislativa
Para efectos de la división geográfica en distrito electorales locales y federales para la elección de diputados de mayoría, el municipio de Chihuahua se divide de la siguiente forma:
Local:
- Distrito electoral local 12 de Chihuahua con cabecera en Chihuahua
- Distrito electoral local 15 de Chihuahua con cabecera en Chihuahua
- Distrito electoral local 16 de Chihuahua con cabecera en Chihuahua
- Distrito electoral local 17 de Chihuahua con cabecera en Chihuahua
- Distrito electoral local 18 de Chihuahua con cabecera en Chihuahua

Federal:
- Distrito electoral federal 6 de Chihuahua con cabecera en Chihuahua
- Distrito electoral federal 8 de Chihuahua con cabecera en Chihuahua

### Ayuntamiento
El Ayuntamiento es el depositario de la máxima potestad de gobierno y administración pública del municipio de Chihuahua. Se integra por un Alcalde, un síndico, once Regidores de mayoría relativa y nueve Regidores plurinominales. El actual ayuntamiento entró en funciones el 10 de septiembre de 2021 y estará en funciones hasta el 9 de septiembre de 2024. Se conforma de la siguiente forma:
| Localidad                           | Población |
| Total Municipio                     | 937 674   |
| Chihuahua                           | 925 762   |
| El Sauz                             | 1 474     |
| San Isidro (Los Hoyos)              | 931       |
| Nuevo Delicias                      | 708       |
| Nuevo Sacramento                    | 462       |
| Estación Terrazas                   | 445       |
| El Charco                           | 340       |
| La Casita                           | 318       |
| Rancho de Enmedio (Estación Müller) | 213       |
| El Vallecillo                       | 213       |
| Sacramento                          | 244       |
| Colonia Soto                        | 129       |
| Colonia Ocampo                      | 106       |
| El Pueblo De Guadalupe              | 250       |

| Nombre                             | Cargo                | Partido |
| ---------------------------------- | -------------------- | ------- |
| Marco Bonilla Mendoza              | Presidente Municipal |         |
| Olivia Franco Barragán             | Síndica              |         |
| Joceline Vega Vargas               | 1° Regidora          |         |
| Francisco Javier Turati Muñoz      | 2° Regidor           |         |
| Diana Azucena Acosta López         | 3° Regidora          |         |
| Ernesto Ibarra Sarmiento           | 4° Regidor           |         |
| Leticia Salinas Quintana           | 5° Regidora          |         |
| Issac Díaz Gurrola                 | 6° Regidor           |         |
| Blanca Patricia Ulate Bernal       | 7° Regidora          |         |
| Juan Pablo Campos López            | 8° Regidor           |         |
| María Guadalupe Borruel Baquera    | 9° Regidora          |         |
| Félix Arturo Martínez Adriano      | 10° Regidor          |         |
| Graciela Rojas Carrillo            | 11° Regidora         |         |
| Ana Lilia Orozco Ortiz             | 12° Regidora         |         |
| Moncerrat Elvira Villarreal Torres | 13° Regidora         |         |
| Eva América Mayagoitia Padilla     | 14° Regidora         |         |
| José Alfredo Navarrete Paz         | 15° Regidor          |         |
| Nadia Hanoi Aguilar Gil            | 16° Regidora         |         |
| Alejandro Moran Quintana           | 17° Regidor          |         |
| Indra Manzo Rascón                 | 19° Regidora         |         |
| Eliel Alfredo García Ramos         | 19° Regidor          |         |
| Ishtar Ibarra Barraza              | 20° Regidora         |         |

### Presidentes municipales
| - (1936 - 1937): Manuel López Dávila - (1944 - 1947): Alberto de la Peña Borja - (1947 - 1950): Manuel Bernardo Aguirre - (1950): Crisóforo Caballero - (1950): Elfego Piñón Córdoba - (1951): J. Pablo Amaya - (1952 - 1955): Salvador Campos - (1956 - 1957): Esteban Uranga - (1958): Jesús Arellano - (1959 - 1962): Jesús Olmos Moreno - (1962 - 1965): Roberto Ortiz Raynal - (1965 - 1968): Ramiro Valles Ortega - (1968 - 1971): Ramón Reyes García - (1971 - 1974): José Luis Caballero - (1974 - 1976): Oscar Ornelas Kuchle - (1976 - 1977): Humberto Martínez Delgado - (1977 - 1980): Luis Fuentes Molinar - (1980 - 1983): Ramiro Cota Martínez - (1983 - 1986): Luis H. Álvarez - (1986): Pedro César Acosta | - (1986 - 1989): Mario de la Torre Hernández - (1989 - 1992): Rodolfo Torres Medina - (1992 - 1995): Patricio Martínez García - (1995 - 1998): Gustavo Ramos Becerra - (1998 - 2001): José Reyes Baeza Terrazas - (2001 - 2002): Jorge Barousse Moreno - (2002 - 2004): Alejandro Cano Ricaud - (2004 - 2007): Juan Blanco Zaldívar - (2007 - 2010): Carlos Borruel Baquera - (2010): Álvaro Madero Muñoz - (2010 - 2013): Marco Adán Quezada Martínez - (2013 - 2015): Javier Garfio Pacheco - (2015 - 2016): Eugenio Baeza Fares - (2016): Javier Garfio Pacheco - (2016 - 2018): María Eugenia Campos Galván - (2018): Marco Bonilla Mendoza - (2018 - 2021): María Eugenia Campos Galván - (2021): María Angélica Granados Trespalacios - (2021 - ): Marco Bonilla Mendoza |

### Sindicatura de Chihuahua
El estado de Chihuahua es el único en el país que elige a su Síndico por elección popular directa en boleta electoral separada del Presidente Municipal. El puesto tiene una duración de tres años y cuenta con el derecho de reelección. 
El Sindico tiene a su cargo la vigilancia del patrimonio municipal. En el Presupuesto de Egresos de cada municipio del estado se deberán prever recursos suficientes para que la persona titular de la Sindicatura pueda cumplir con eficacia las funciones que le corresponden. El síndico tiene la responsabilidad de practicar revisiones a los documentos que habrán de conformar la cuenta pública y cada tres meses deberá presentar al Ayuntamiento un informe de las revisiones efectuadas así como sus hallazgos.
| Sindico                     | Periodo     | Partido Político |
| --------------------------- | ----------- | ---------------- |
| Olivia Franco Barragán      | 2021 - 2024 |                  |
| César Amin Anchondo Álvarez | 2018 - 2021 |                  |
| Miguel Alonso Riggs Baeza   | 2016 - 2018 |                  |
| Héctor Elías Barraza Chávez | 2013 - 2016 |                  |
| Enrique Valles Zavala       | 2012 - 2013 |                  |
| Minerva Castillo Rodríguez  | 2010 - 2012 |                  |
| Liliana Álvarez Loya        | 2007 - 2010 |                  |

En el año 2019, la Sindicatura de Chihuahua obtuvo el 2.º lugar del Premio Nacional de Innovación en Transparencia. Que otorga el INAI.